# جيانا جيسين
جيانا جيسين (بالإنجليزية: Gianna Jessen)‏ وهي ناشطة أمريكية ضد الإجهاض ومع حقوق المسنين ولدت في يوم 6 أبريل 1977 في مدينة لوس أنجلوس في ولاية كاليفورنيا في الولايات المتحدة وتقول بأنها ولدت بعد محاولة إجهاض فاشلة.

## روابط خارجية
- جيانا جيسين على موقع أول ميوزيك (الإنجليزية)